# ناحية أنابد
ناحية أنابد (بالفارسية: بخش انابد) هي ناحية في مقاطعة بردسكن، محافظة خراسان رضوي، إيران. حسب إحصاء 2016، عدد سكان الناحية 18561 فردا في 5667 عائلة. بالناحية مدينة واحدة هي انابد، وبها منطقتان ريفيتان هما قسم درونة الريفي وقسم صحرا الريفي.